# 三春駒

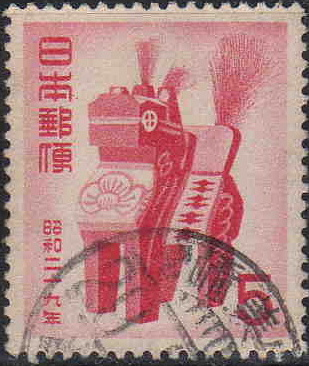
年賀切手の三春駒

三春駒（みはるこま・みはるごま）は、福島県郡山市と三春町の伝統工芸品・郷土玩具。

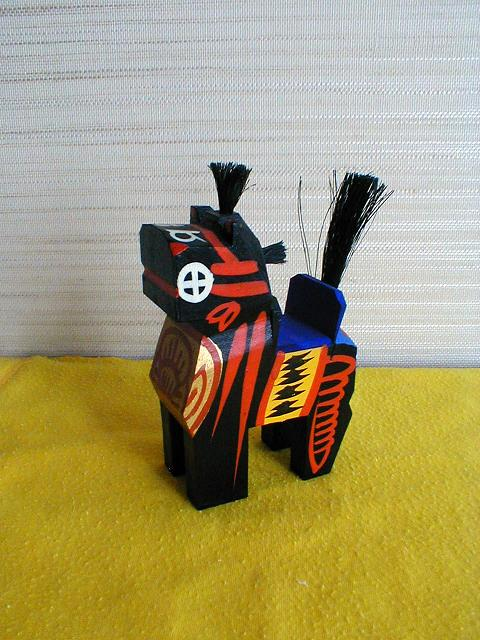

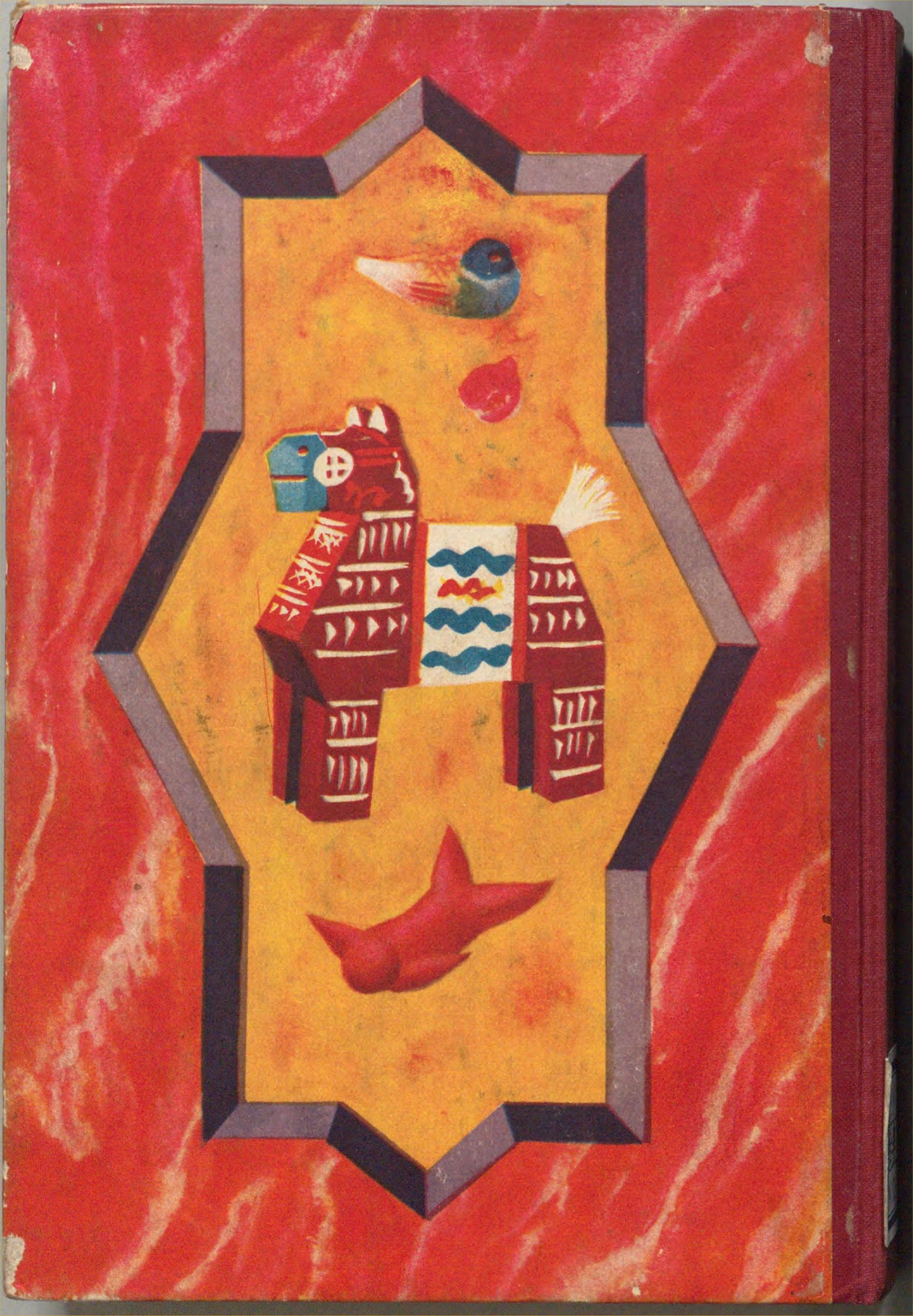
小村雪岱「鳩笛、三春駒、さるぼぼ（1927年）」

## 概要
平安時代の武官・坂上田村麻呂が、793年に蝦夷征討の際に苦戦していたところ、どこからともなく現れた木馬に助けられたという伝説をもとに、子供の玩具「子育木馬」としてつくりはじめたことが起源とされる。この木馬は「高柴木馬（たかしばきんま）」と呼ばれており、「三春駒」という名称ではなかった。
「三春駒」という名称が出てきたのは江戸時代のことで、野生の馬を良馬に改良して藩の産業にしていた三春藩において、改良した本物の馬そのものにつけられていた名前が「三春駒」であった。
しかし、時代とともに、三春には野生の馬がいなくなり、代わりの産業をさがす際、すでに三春とは行政区が分かれてしまっていた高柴村の「高柴木馬・高柴子育木馬」に目を付け、「三春駒」と勝手に名付けてしまったものが全国に広まった。このように三春藩のなごりで三春駒と呼ばれるようになったのは昭和初期～中期になってからである。
発祥地は、郡山市西田町（旧三春藩高柴村）にある高柴デコ屋敷である。また、この発祥地のデコ屋敷で第二次世界大戦以降、木彫りから一貫して作り続けているのは「彦治民芸（ひこじみんげい）」1軒のみとなっている。 
橋本彦治の制作した三春駒は、日本で最初の年賀切手に採用された民芸品（昭和29年・郷土民芸シリーズ）で、逓信総合博物館に寄贈されている。日本三大駒（青森県の八幡馬、宮城県の木下駒、福島県の三春駒）のひとつとしても知られる。 

## 伝説
坂上田村麻呂が8世紀の蝦夷征討の時、清水寺の僧・延鎮（円珍とも）が小さい駒の木像を100体作って贈ったところ、戦場で苦戦を強いられていたとき、どこからともなく100人の騎馬隊が現れて、敵を倒し、去っていった。その後、村人がそこで、汗びっしょりで頭を垂れた木彫の駒を見つけ、家に持ち帰った。清水寺の100体の木駒の話を知っていた近所の智者が残りの99体の駒を作って100体としたが、いつの間にかまた1匹が行方知れずになった。今の三春駒はその99匹の子孫たちであり、それで遊ぶと健やかに成長し、子供のない人は日に3粒の大豆をあげると子宝に恵まれると伝えられている。

## その他
- 福島競馬場のゴール板の上には、三春駒が飾られている。
- 江戸時代に三春地域で育成されていた馬のことを「三春駒」と呼んでいた。